# Seeland

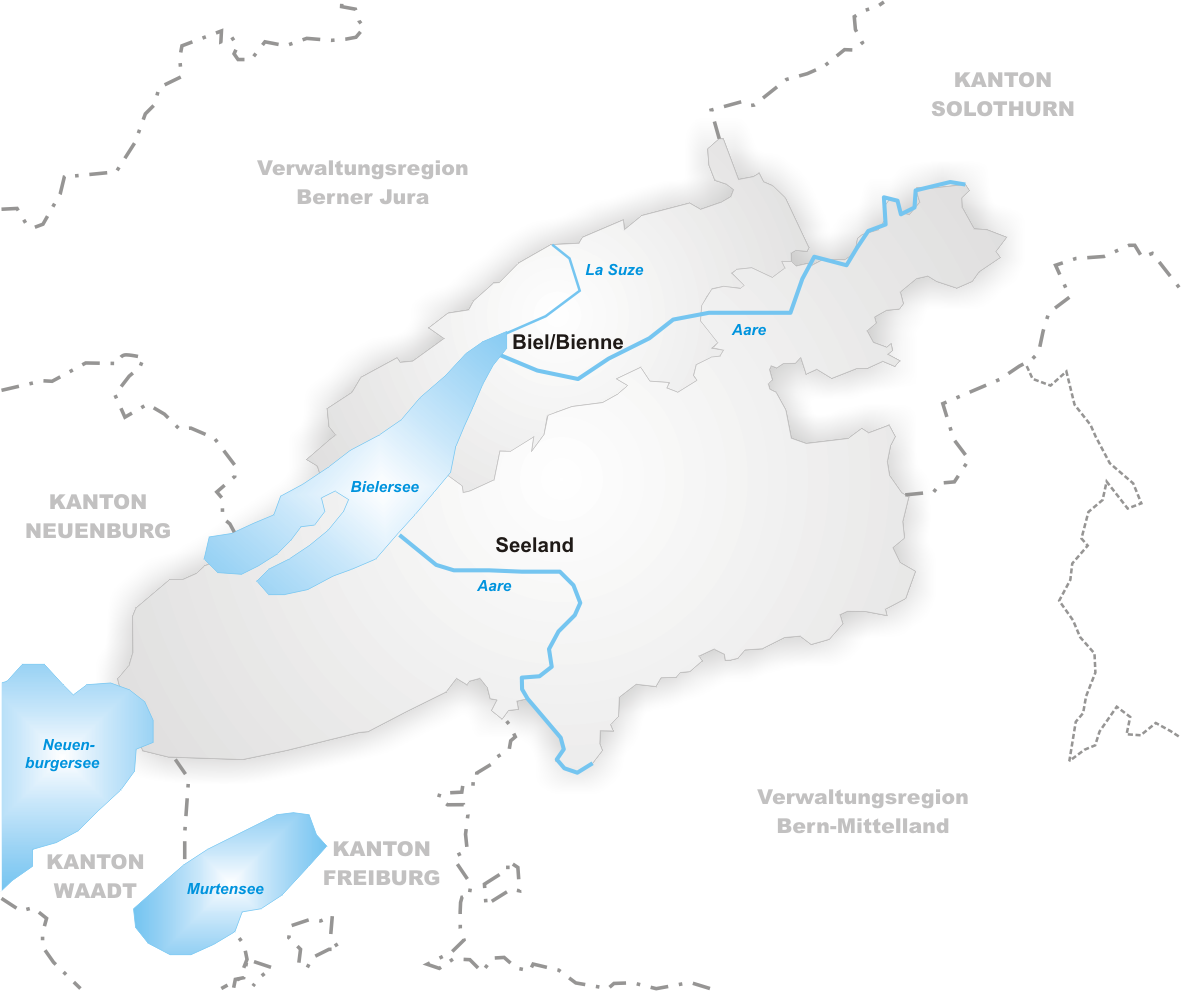
Mapa de la región de Seeland.

Seeland (Drei-Seen-Land) o Région des trois lacs es una región en Suiza, al pie de la primera sierra de los montes Jura que contiene los tres lagos de Murten, Neuchâtel y Biel/Bienne). En épocas anteriores, era la llanura aluvial del Aar y de ahí que fuera pantanoso. Tras enormes trabajos hidrológicos corrección del agua del Jura, la zona se secó y pudo producir más cultivos. Seeland es una de las regiones más importantes de Suiza para cultivar hortalizas, particularmente en el Grand Marais (Grosses Moos).
La región está en el límite de los cantones de Berna, Friburgo, Neuchâtel y Vaud, formando parte de la región lingüísticamente limítrofe entre la Suiza de habla francesa y la de habla alemana. La Seeland de Berna es una de las cinco divisiones administrativas (regions), con una población de 66.000 (en 2005) en 46 municipios.

## Imágenes

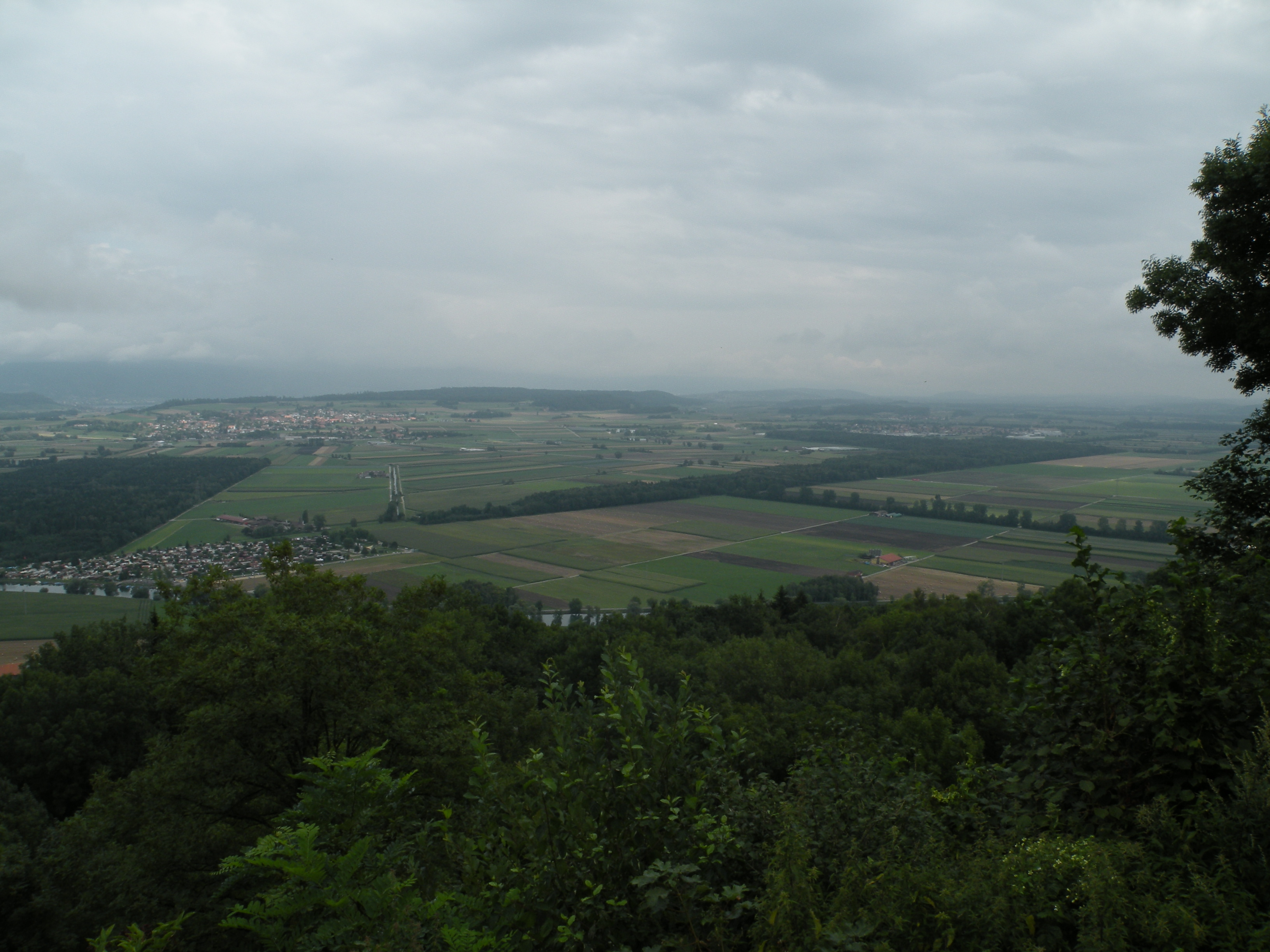
Seeland visto desde Mont Vully
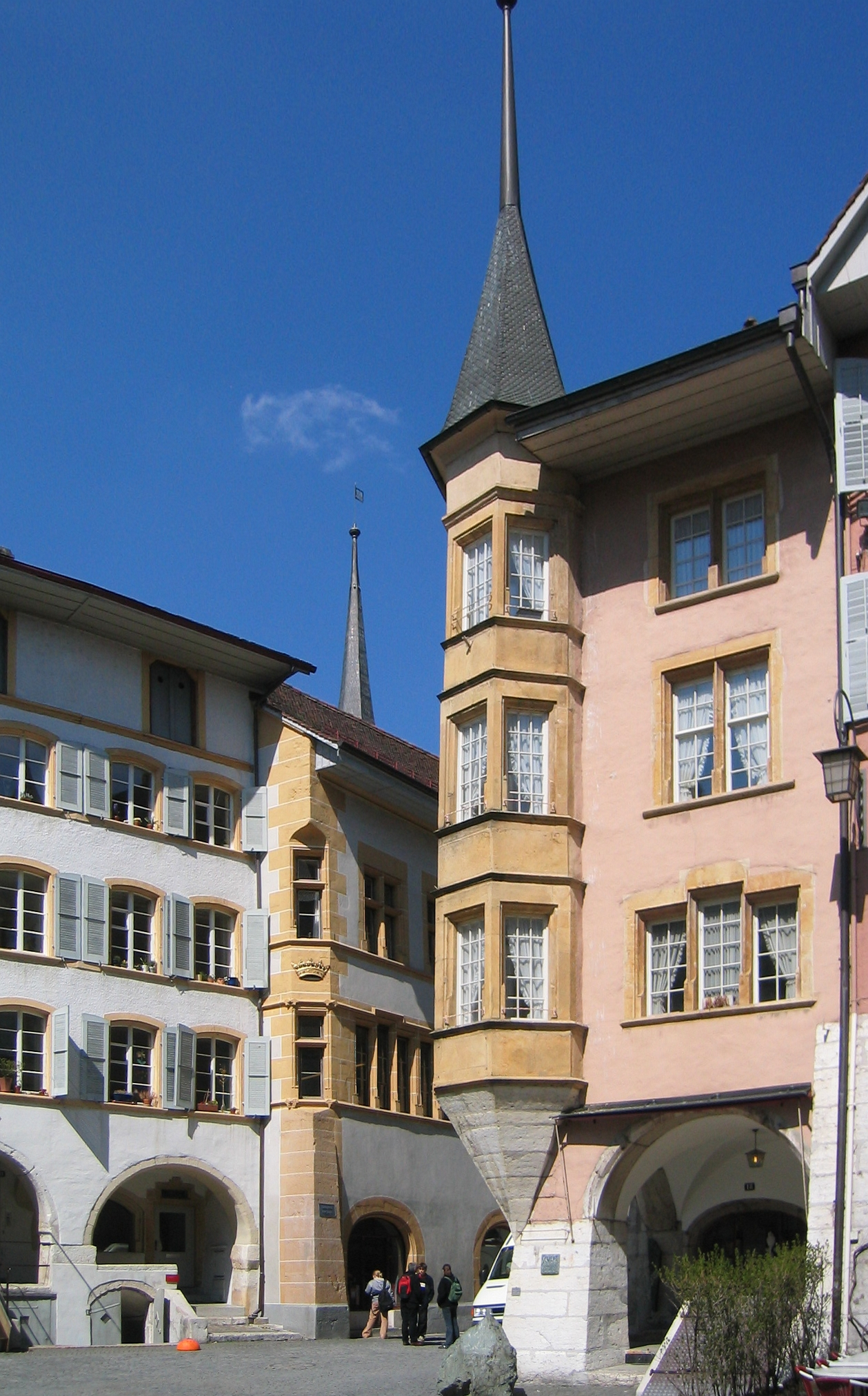
Biel/Bienne
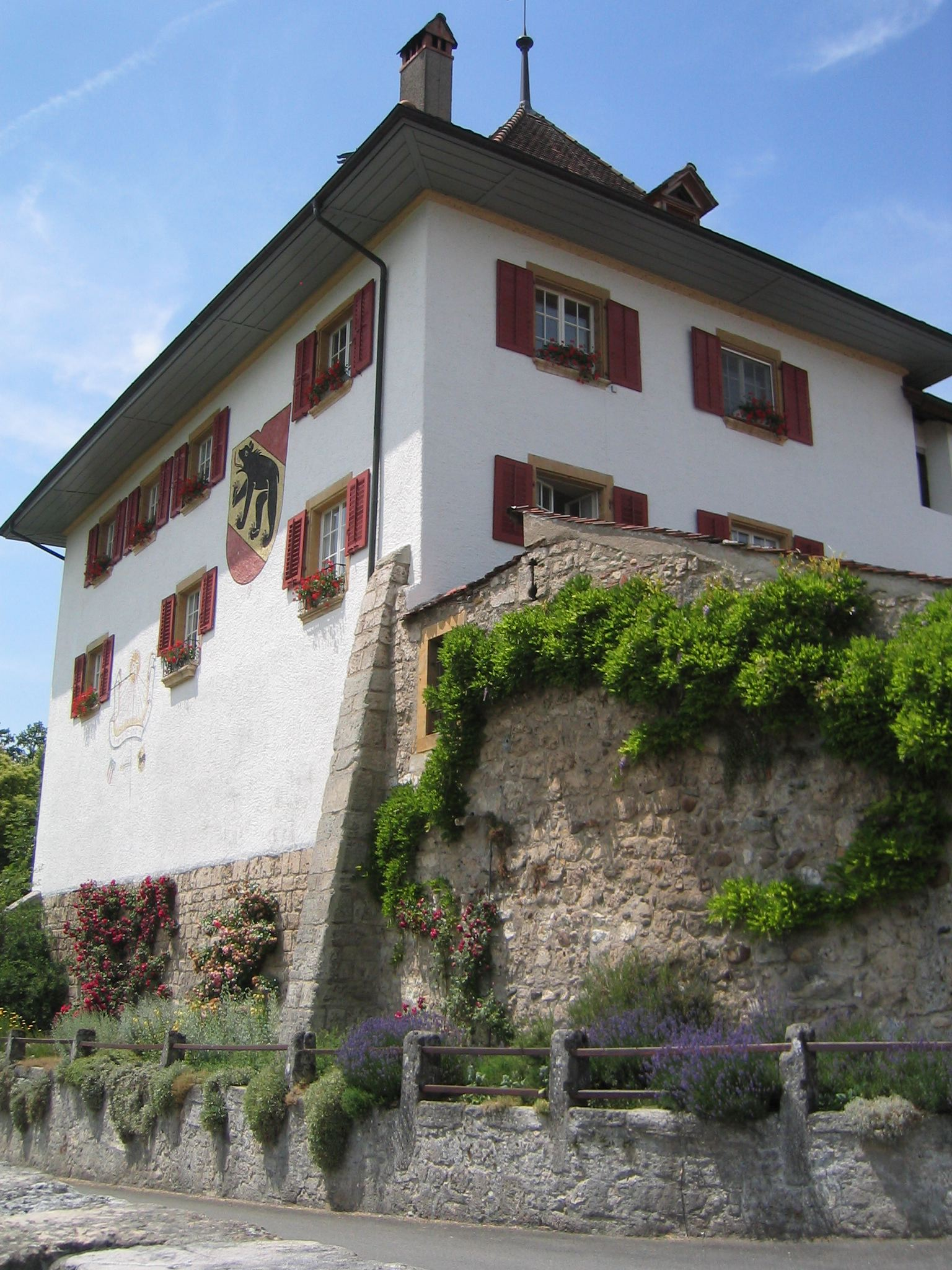
Castillo de Erlach
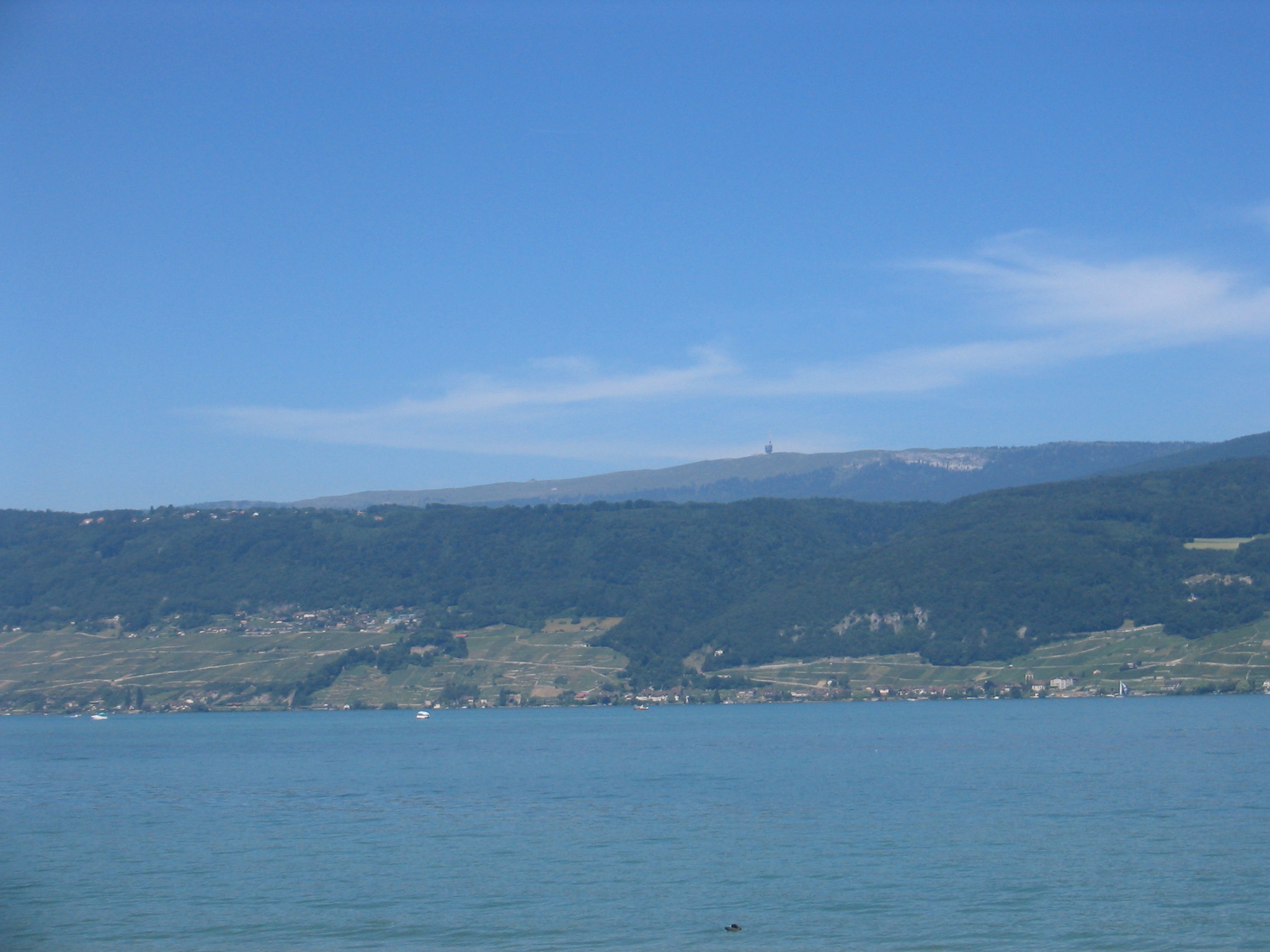
Chasseral